# آدم غرينفيلد
آدم غرينفيلد (بالإنجليزية: Adam Greenfield)‏ هو كاتب أمريكي، ولد في 1968.